# Khi d'Hèrcules
Khi d'Hèrcules (χ Herculis) és un estel a la constel·lació d'Hèrcules de magnitud aparent +4,62. S'hi troba a 52 anys llum de distància del sistema solar.
Khi d'Hèrcules és una nana groga de tipus espectral F8Veu. La seva temperatura efectiva, 5.840 K, és notablement més baixa que el que caldria esperar per a un estel de la seva classe espectral, probablement a causa del seu baix contingut en metalls. La seva abundància relativa de ferro és només un terç de la del Sol ([Fe/H] = -0,47), però altres elements com alumini, manganès i estronci són encara més escassos. Entre aquests cal destacar el coure, el contingut relatiu del qual equival a una desena part del solar. Per contra, el samari i sobretot l'europi són «sobreabundants» en relació al Sol.
Khi d'Hèrcules és unes 3 vegades més lluminosa que el Sol i té un diàmetre un 70% més gran que el diàmetre solar. La seva massa pot ser un 15% major que la massa solar, i hom pensa que és un estel vell amb una edat de més de 8.000 milions d'anys. L'àmplia evidència d'activitat magnètica així com la mesura de la seva velocitat de rotació, 0 km/s, suggereix que Khi Herculis efectivament gira sobre si mateixa però que el seu eix ha d'estar apuntant gairebé cap a nosaltres. No hi ha evidència de planetes, difícils de detectar per variacions en la velocitat radial si el seu eix ens apunta, però tampoc existeix evidència de cap disc circumestel·lar anàleg al cinturó d'asteroides del sistema solar. La seva edat, el seu baix contingut metàl·lic i la seva alta velocitat relativa respecte al Sol (80 km/s), suggereixen que Khi Herculis és una visitant provinent d'una altra part de la galàxia.